# Lilla Tjärby
Lilla Tjärby – miejscowość (tätort) w Szwecji, w regionie administracyjnym (län) Halland, w gminie Laholm.
Według danych Szwedzkiego Urzędu Statystycznego liczba ludności wyniosła: 872 (31 grudnia 2015), 941 (31 grudnia 2018) i 963 (31 grudnia 2019).